# By the Light of the Silvery Moon (canção)
"By the Light of the Silvery Moon" (também "By the Light of the Silv'ry Moon") é uma canção pop escrita por Gus Edwards (música) e Edward Madden (letra) e publicada em 1909 pela primeira vez por Lillian Lorraine no Ziegfeld Follies. Fazia parte também de canções da época relacionadas à lua em Tin Pan Alley.
As gravações populares em 1910 foram de Billy Murray e The Haydn Quartet; Ada Jones; e Peerless Quartet.
A música foi usada em muitos programas de televisão e filmes. Em 1935, o resumo da canção foi usado no filme de Charles Laughton, Ruggles of Red Gap, em uma sequência. Posteriormente, o filme de mesmo título foi lançado em 1953, estrelado por Doris Day. Serviu como uma sequência de On Moonlight Bay, que também estrelou Doris Day.
A música foi originalmente gravada em dó maior, mas desde então tem sido cantada em mi maior (Day) e lá maior (Jimmy Bowen).

## Paródia
Billy Murray gravou a música Stand Up and Sing for Your Father an Old Time Tune em 1923. A letra da paródia da música de Murray, By the Light of the Silvery Moon, retratando um velho que achou essa nova música frívola.
"Oh, I'm sick of all these ditties about "moon" and "spoon" and "June""
"So, will you stand up, and sing for your father, an old time tune!"

## Gravações
- Peerless Quartet - gravado em novembro de 1909 pela Columbia Records (catálogo 799).[4]
- Ada Jones no cilindro Edison 10362; lançado em maio de 1910.
- Billy Murray e o Haydn Quartet gravados em 22 de dezembro de 1910 e lançados pela Victor 16460.
- Ray Noble and His Orchestra (vocal de Snooky Lanson) - gravado em 17 de novembro de 1941 pela Columbia Records (catálogo 36479).[5] Este foi um pequeno sucesso nas paradas em 1942 e 1944.[3]
- Bing Crosby – gravado em 9 de julho de 1942 pela Decca Records.[6]
- Fats Waller and His Rhythm, vocal e piano de Fats Waller com os Deep River Boys. Gravado na cidade de Nova York em 13 de julho de 1942, lançado pelo selo Bluebird como número de catálogo B-11569,[7] pelo selo RCA Victor como número de catálogo 20-2448A,[8] e pela EMI no Reino Unido no His Master's Etiqueta de voz como número de catálogo B 10748.
- Doris Day por seu álbum By the Light of the Silvery Moon, Columbia Records, 1953
- Gordon MacRae e June Hutton - incluídos em seu álbum By the Light of the Silvery Moon (1953)[9]
- Jackie Wilson, gravado na cidade de Nova York em 12 de julho de 1957. Lado B de Reet Petite, single lançado pela Brunswick Records (1957).
- Etta James, um single lançado pela Modern Records, (1957).[10]
- William Frawley gravou uma versão desta canção para seu álbum de canções clássicas de 1958, Bill Frawley Sings the Old Ones.[11]
- Jimmy Bowen lançou uma versão da música como lado B de seu single de 1958, The Two Step. Alcançou a posição #50 na parada pop dos EUA.[12]
- Mitch Miller & The Gang - incluído como lado A do álbum Sing Along with Mitch, Columbia Records, 1958
- Gene Vincent para seu álbum Gene Vincent Rocks! E The Blue Caps Roll, Capitol Records, (1958).
- Little Richard, gravado pela Specialty Records, (1959).[13] Alcançou a 17ª posição no UK Singles Chart.
- Burl Ives – incluído em seu álbum My Gal Sal and Other Favorites (1964).
- Ray Charles - incluído em seu álbum Ray's Moods (1966)
- Julie Andrews - incluída em seu álbum The World of Julie Andrews (1973)
- Joanna Dong - incluída em seu álbum I am Real (2018) e também na trilha sonora da série dramática da MediaCorp Blessings 2.